# Noyau principal du trijumeau
Le noyau principal trijumeau est un des trois noyaux sensitifs du nerf trijumeau.
C'est un groupe de neurones de second ordre qui ont des corps cellulaires dans le pont caudal.
Il reçoit des informations de la sensation tactile fine (épicritique) du visage et proprioceptive consciente de la mâchoire via les neurones de premier ordre du nerf trijumeau.
La plupart des informations sensorielles traversent la ligne médiane et se dirigent vers le noyau ventral postérieur médial du thalamus controlatéral via le tractus trigémino-thalamique antérieur.
Cependant, les informations de la cavité buccale se dirigent vers le noyau ventral postérieur médial du thalamus ipsilatéral via le tractus trigémino-thalamique dorsal.